# Santa Maria Assunta (Torcello)

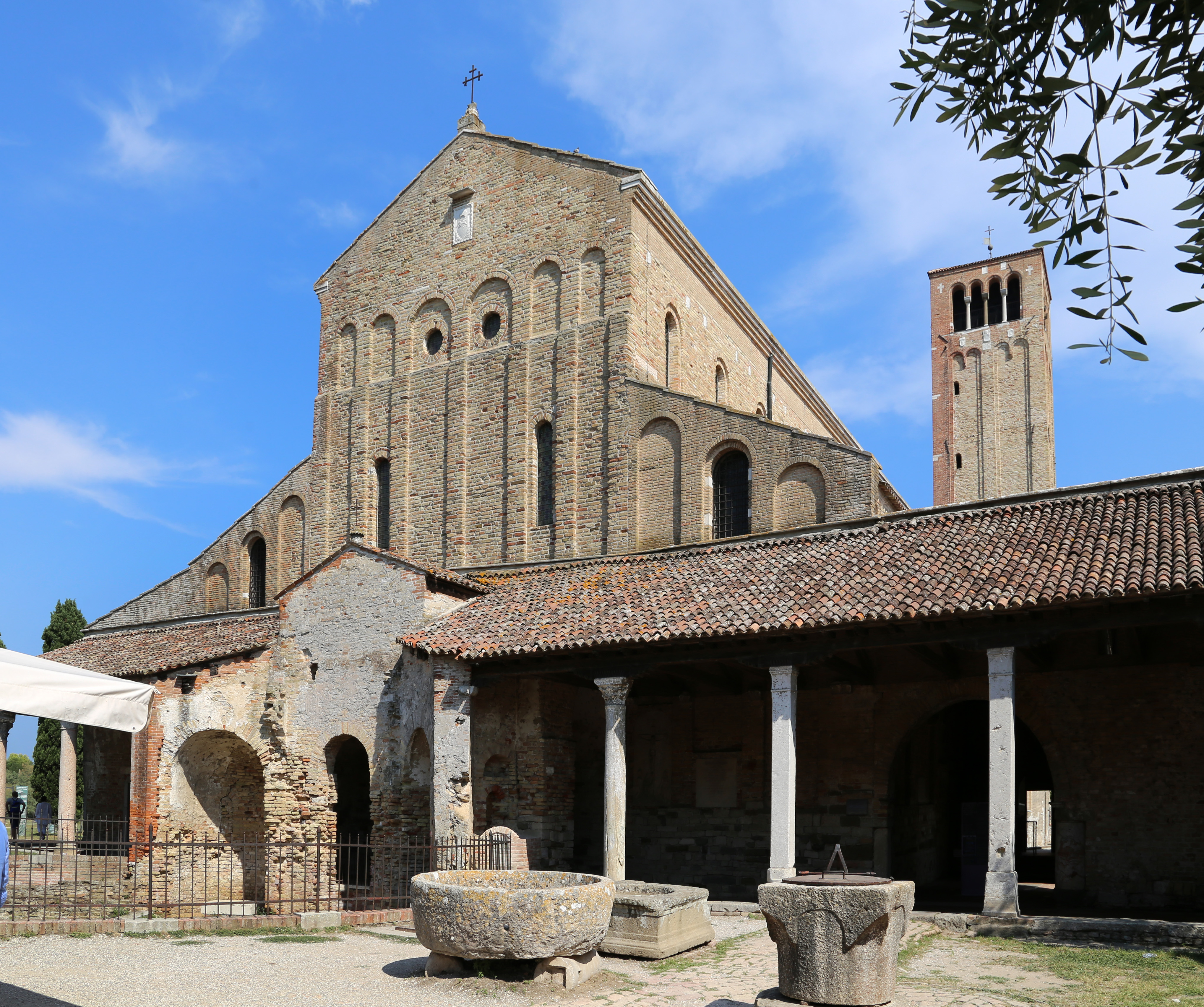
Fassade

Die Kirche Santa Maria Assunta ist die ehemalige, im 7. Jahrhundert errichtete Kathedrale des untergegangenen Bistums Torcello. Die Insel befindet sich in der nördlichen Lagune von Venedig.

## Geschichte
Die Kirche wurde unter dem Namen Santa Maria Madre di Dio ab 639 im Auftrag des Exarchen von Ravenna Isaacius errichtet, um dem bischöflichen Stuhl von Altinum einen neuen Sitz zu geben. Kurz zuvor hatte deren Bischof Paulus in der Stadt Turricellum Zuflucht vor dem Angriff der Langobarden gefunden und den Kirchenschatz und die Reliquien der Diözese dorthin mitgenommen.
Das neue städtische Zentrum wurde bald zu einem der wohlhabendsten in der Republik Venedig. So wurde die Kirche zum ersten Mal im Jahr 826 vergrößert.
Im Jahr 1008 wurde sie auf Wunsch des neu eingesetzten Bischofs Orso Orseolo, Sohn des Dogen Pietro II. Orseolo, wieder aufgebaut und mit dem Patrozinium Santa Maria Assunta versehen.
Die Stadt verfiel im Laufe des 15. Jahrhunderts und machte die Insel Torcello zu einem einsamen und halbverlassenen Ort. Die Kirche Santa Maria Assunta behielt den bischöflichen Stuhl bis 1818, als sie mit der Aufhebung des Bistums Torcello zu einer einfachen Pfarrkirche wurde, die dem Patriarchat von Venedig unterstand. Im Jahre 1986 wurde auch diese Einrichtung aufgehoben. Die Kathedrale gehörte nunmehr zur Pfarrei von Burano.

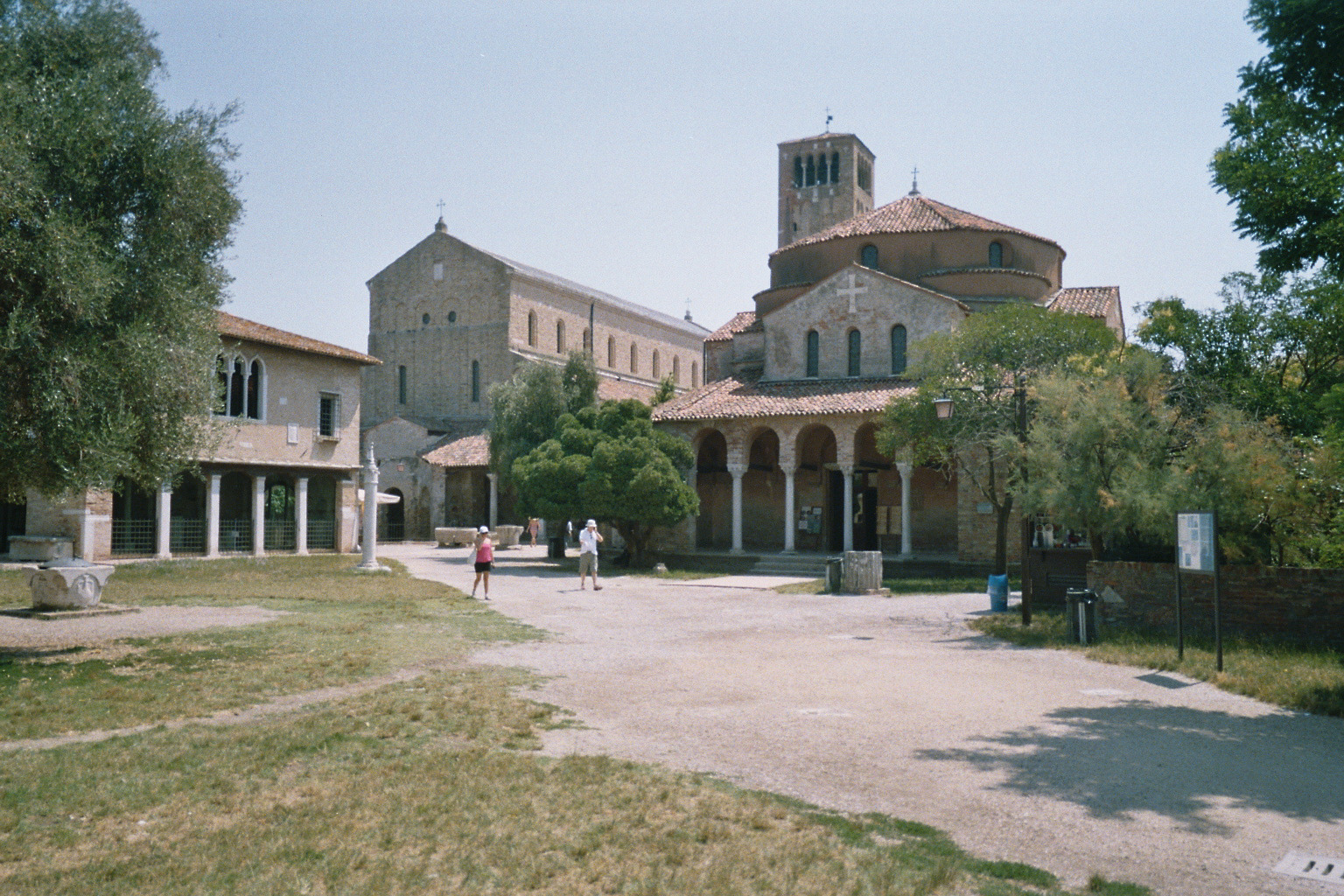
Der Platz von Torcello mit der Kirche Santa Fosca und, im Hintergrund, Santa Maria Assunta

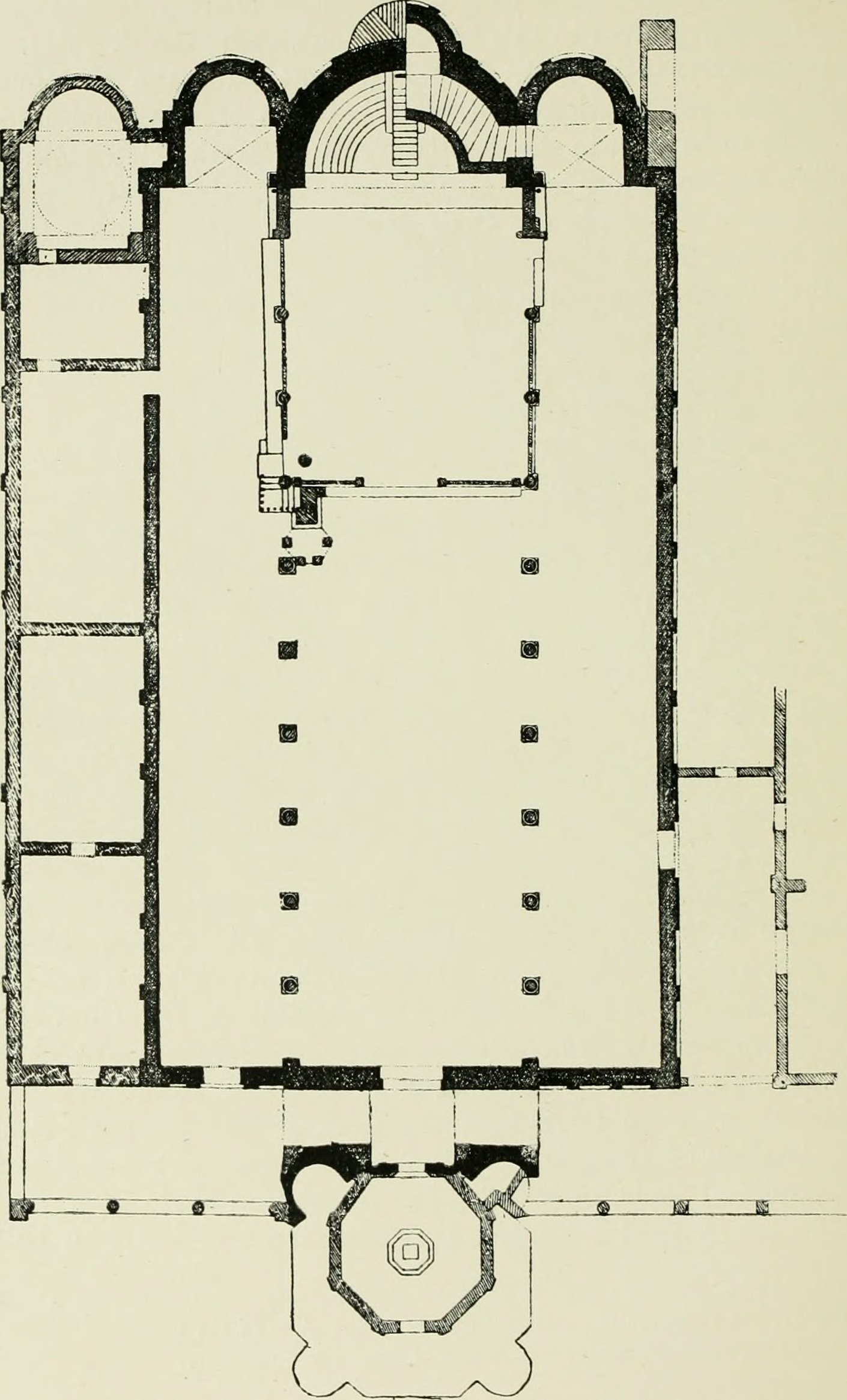
Grundriss der Kirche aus dem späten 19. Jahrhundert

## Architektur
Bei dem Kirchenbau handelt es sich um eine Basilika. Er steht etwas abseits von den Überresten des antiken Stadtplatzes und fast isoliert in der Mitte der Insel. Daneben befinden sich die Kirche Santa Fosca und die Fundamente des Baptisteriums, das Johannes dem Täufer gewidmet war und heute verschwunden ist. Die drei Gebäude bildeten einen gemeinsamen religiösen Komplex. Der Glockenturm steht allein in der Nähe und ist eines der charakteristischen Wahrzeichen im nördlichen Teils der Lagune. Auf dem gleichen Platz stehen auch die beiden historischen Gebäude Palazzo del Consiglio und Palazzo dell’Archivio, in denen das Provinzmuseum von Torcello untergebracht ist. Sie hat die Würde einer Basilica minor.
Der Kirchenkomplex weist die typische frühchristliche Anlage auf: Der zentrale Kern besteht aus der Basilika, der ein Narthex vorgelagert ist. Hier stand einst das Baptisterium, von dem heute nur noch Spuren vorhanden sind. Das zu Ehren der heiligen Fosca geweihte Martyrion ist erhalten. In Verbindung mit dem Komplex muss einst der Bischofspalast gestanden haben.
Die Fassade ist durch zwölf Lisenen gegliedert, die oben durch Rundbögen verbunden sind. In der Mitte befindet sich das Marmorportal mit Laibungen aus dem Jahr 1000. Der Narthex (Vorhalle) aus dem 11. Jahrhundert wurde im 13. Jahrhundert erweitert und verändert. 

### Glockenturm
Der Glockenturm befindet sich auf der Wiese, besteht aus einer mit Lisenen versehenen Tonne und wird durch ein vierflügliges Fenster geöffnet. Der Glockenturm hat ein Konzert von drei Glocken in Mib3 aufwärts.

### Oratorium
Das kleine, nicht weit entfernte Oratorium steht an der Stelle der Markuskirche, die der Überlieferung nach von Rustico da Torcello errichtet wurde. Dieser hatte zusammen mit Buono da Malamocco die Überreste des St. Markus der Evangelist aus dem von den Arabern besetzten Alexandria 828 nach Venedig gebracht.

### Innenraum
Der Zugang erfolgt durch die rechte Seitentür. Der Innenraum ist durch 18 Säulen aus griechischem Marmor mit Kapitellen in korinthischer Ordnung in drei Kirchenschiffe geteilt. Die Gegenfassade wird vollständig von einem Mosaik im venezianisch-byzantinischen Stil eingenommen, das das Jüngste Gericht darstellt: Die Scharen von Seelen werden oben von der Figur Jesus Christus überragt, die zwischen Maria und Johannes steht.
Das Presbyterium ist von den Kirchenschiffen durch ein Templon getrennt, das oben aus schlanken Marmorsäulen mit byzantinischen Kapitellen und unten aus Flachreliefs mit Pfauen und Löwen sowie einer Reihe von Holztafeln mit Heiligenbildern besteht. In der Mitte der Apsis steht der Hochaltar, der 1923 mit den ursprünglichen Teilen wieder aufgebaut wurde. Er enthält die Überreste des heiligen Heliodorus von Altino, des ersten Bischofs von Altino. 
Links vom Altar befindet sich eine Steininschrift, die auf die Gründung der Kirche zurückgeht und das erste Dokument der venezianischen Geschichte darstellt:
„In n(omine) d(omini) D(e)i n(ostri) Ih(es)u Xr(isti), imp(erante) d(omi)n(o) n(ostro) Heraclio p(er)p(etuo) Augus(to), an(no) XXVIIII ind(ictione) XIII, facta est eccl(esia) S(anc)t(e) Marie D(e)i Genet(ricis) ex iuss(ione) pio et devoto d(omi)n(o) n(ostro) Isaacio excell(entissimo) ex(ar)c(ho) patricio et D(e)o vol(ente) dedicata pro eius merit(is) et eius exerc(itu). Hec fabr(ica)t(a) est a fundam(entis) per b(ene) meritum Mauricium gloriosum magistro mil(itum) prov(incie) Venetiarum, residentem in hunc locum suum, consecrante s(anc)t(o) et rev(erendissimo) Mauro episc(opo) huius eccl(esie) f(e)l(ici)t(er).“
deutsch: ‚Im Namen des Herrn, unseres Gottes Jesus Christus, wurde während der Herrschaft unseres Herrn Herakleios, des ewigen Augustus, im neunundzwanzigsten Jahr der dreizehnten Auflage, die Kirche der heiligen Maria, der Mutter Gottes, im Auftrag unseres frommen und gottesfürchtigen Herrn Isaacius, des hervorragendsten Exarch und Patrizier, errichtet und, so Gott will, zu Gunsten seiner Verdienste und seines Heeres geweiht. Sie wurde von Grund auf erbaut dank des verdienten Maurice, glorreicher magister militum der hier ansässigen Provinz Venedig, mit der Weihe durch den heiligen und hochwürdigen Maurus, glücklicherweise Bischof dieser Kirche.‘
An der Wand der Apsis lehnt der marmorne Bischofsstuhl, der auf einem Podium steht.

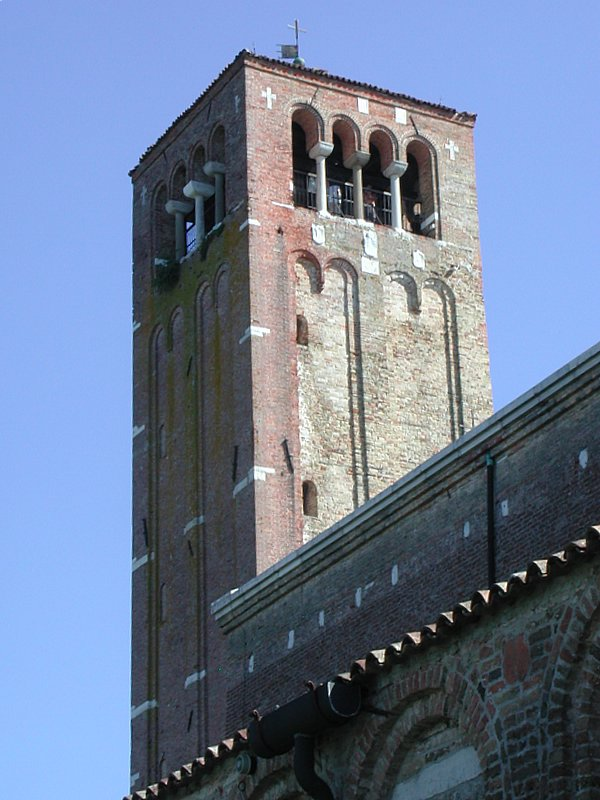
Der Glockenturm
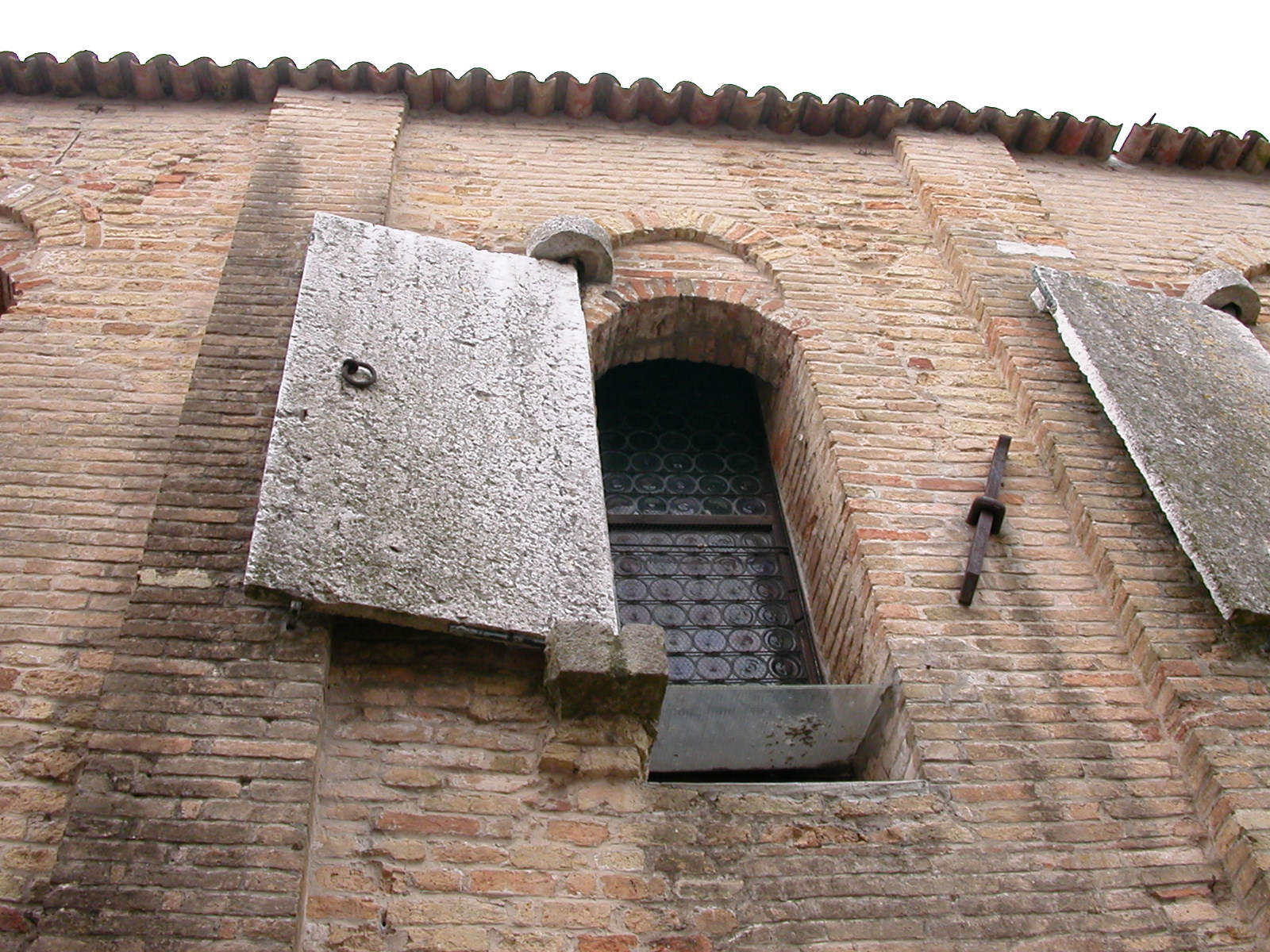
Die charakteristischen Steinfensterläden
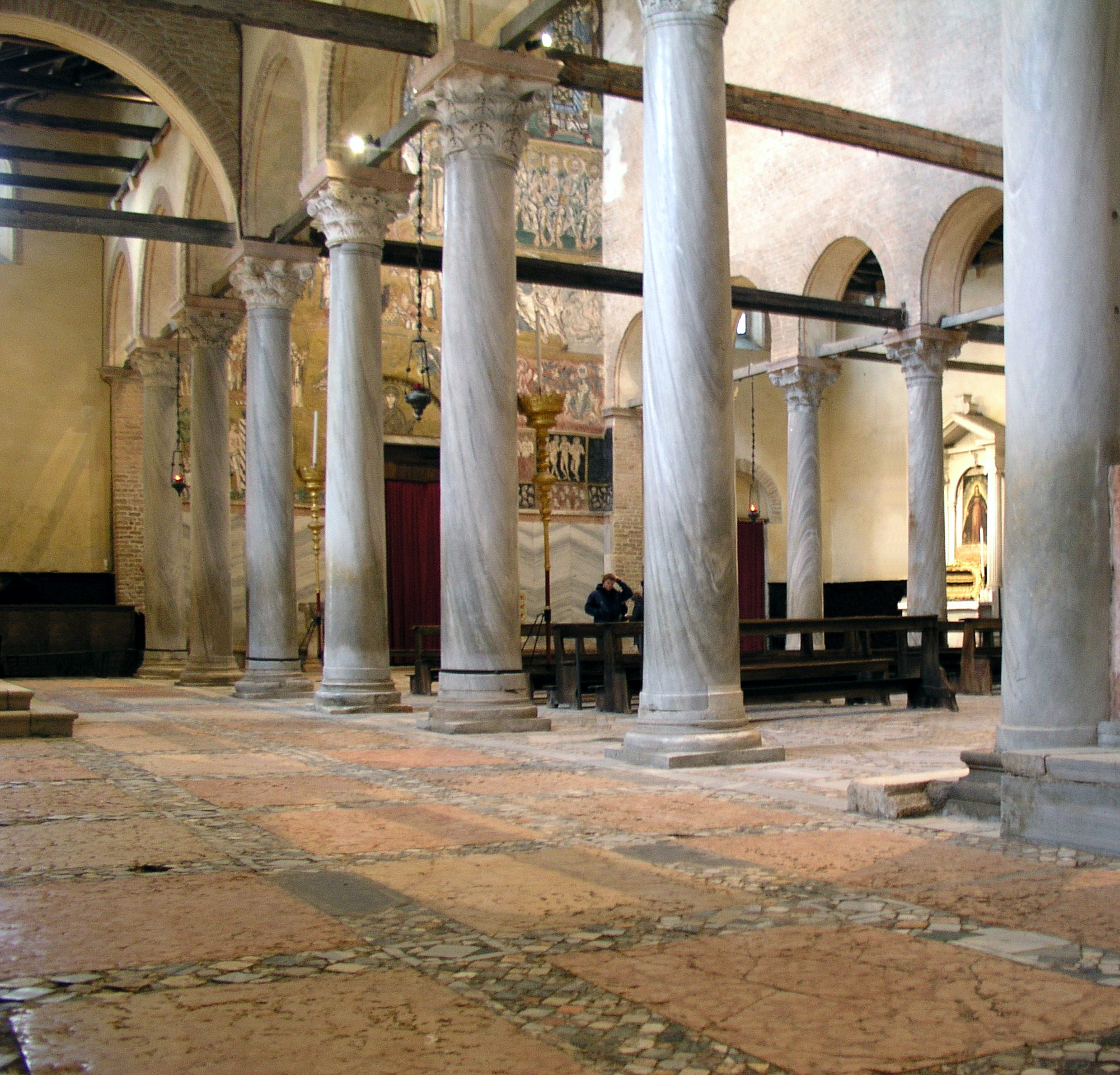
Innenräume
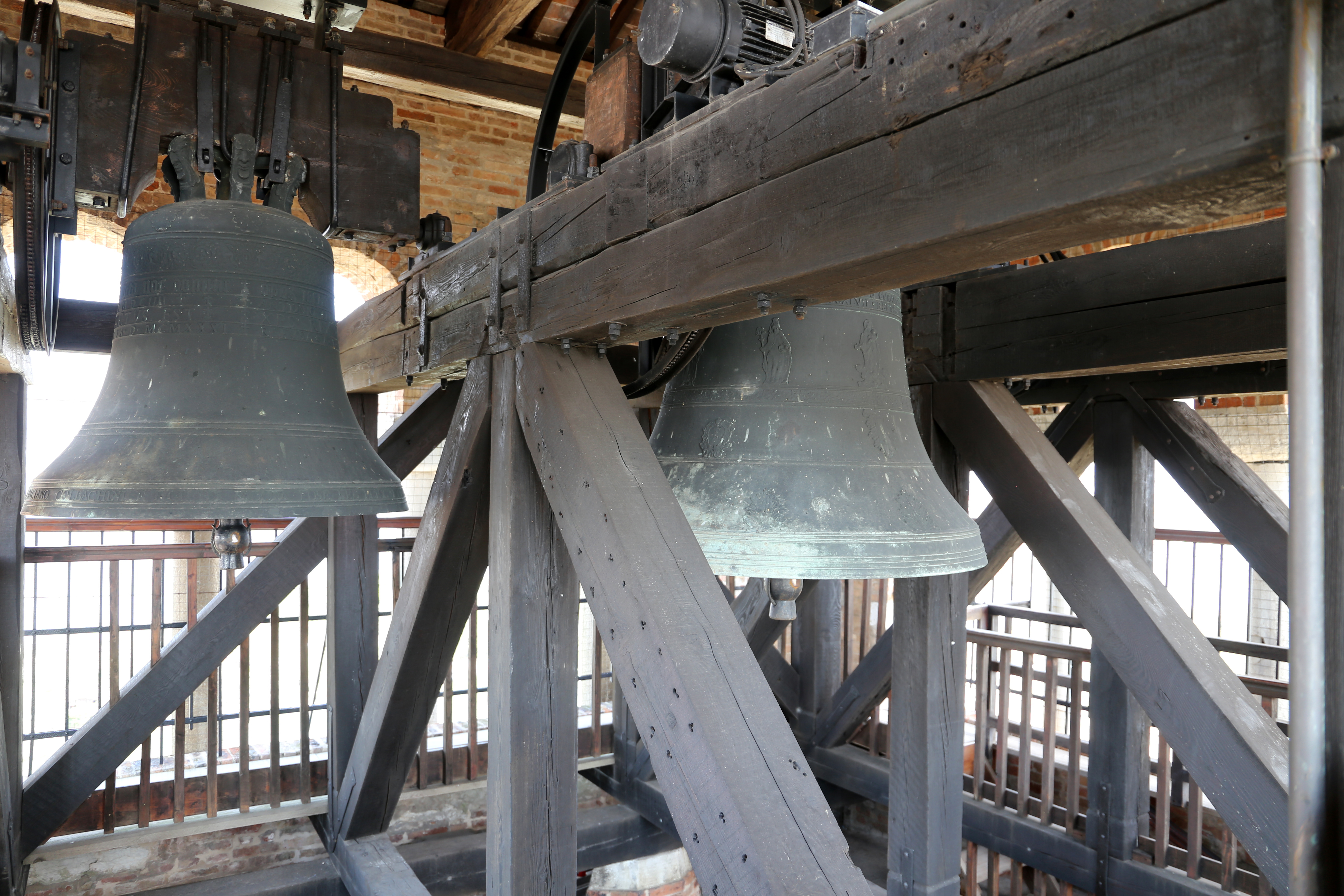
Die Glocken
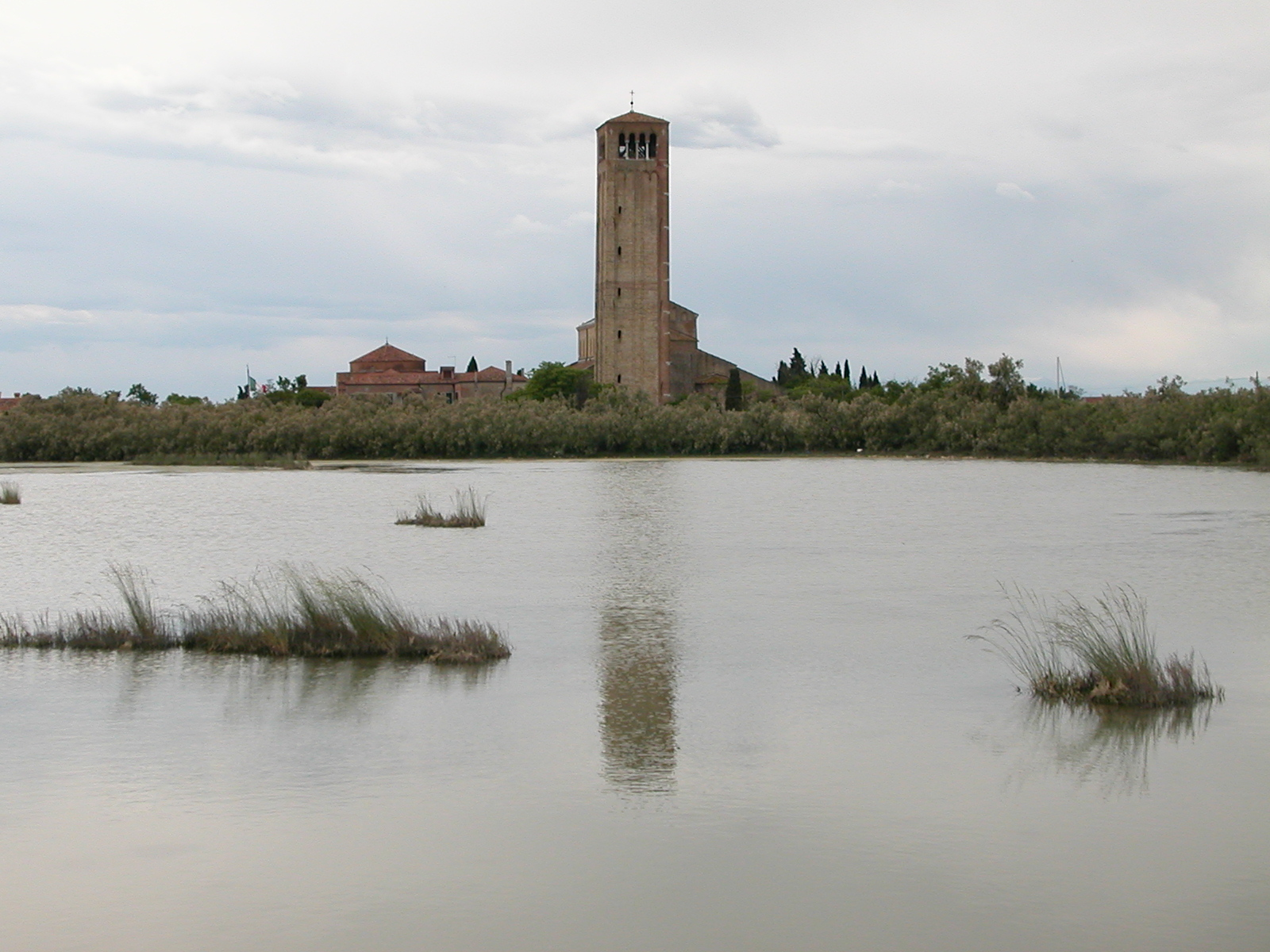
Die Kirche und der Glockenturm von der Lagune von Venedig aus gesehen.

## Mosaike
Zwischen der zweiten Hälfte des 11. und der zweiten Hälfte des 12. Jahrhunderts beherbergte die Kirche Santa Maria Assunta viele Jahre lang den bedeutendsten Mosaikzyklus Norditaliens, der zusammen mit den Mosaiken der Kirche Santa Maria Maggiore in Rom zweifellos zu den eindrucksvollsten Italiens zählt. Heute sind die Mosaiken des Hauptapsidenbeckens und des Halbzylinders, des Triumphbogens, des rechten Apsidenbeckens und des Gewölbes sowie der Gegenfassade erhalten, während die Verzierung des Tympanons des Triumphbogens verloren ist.

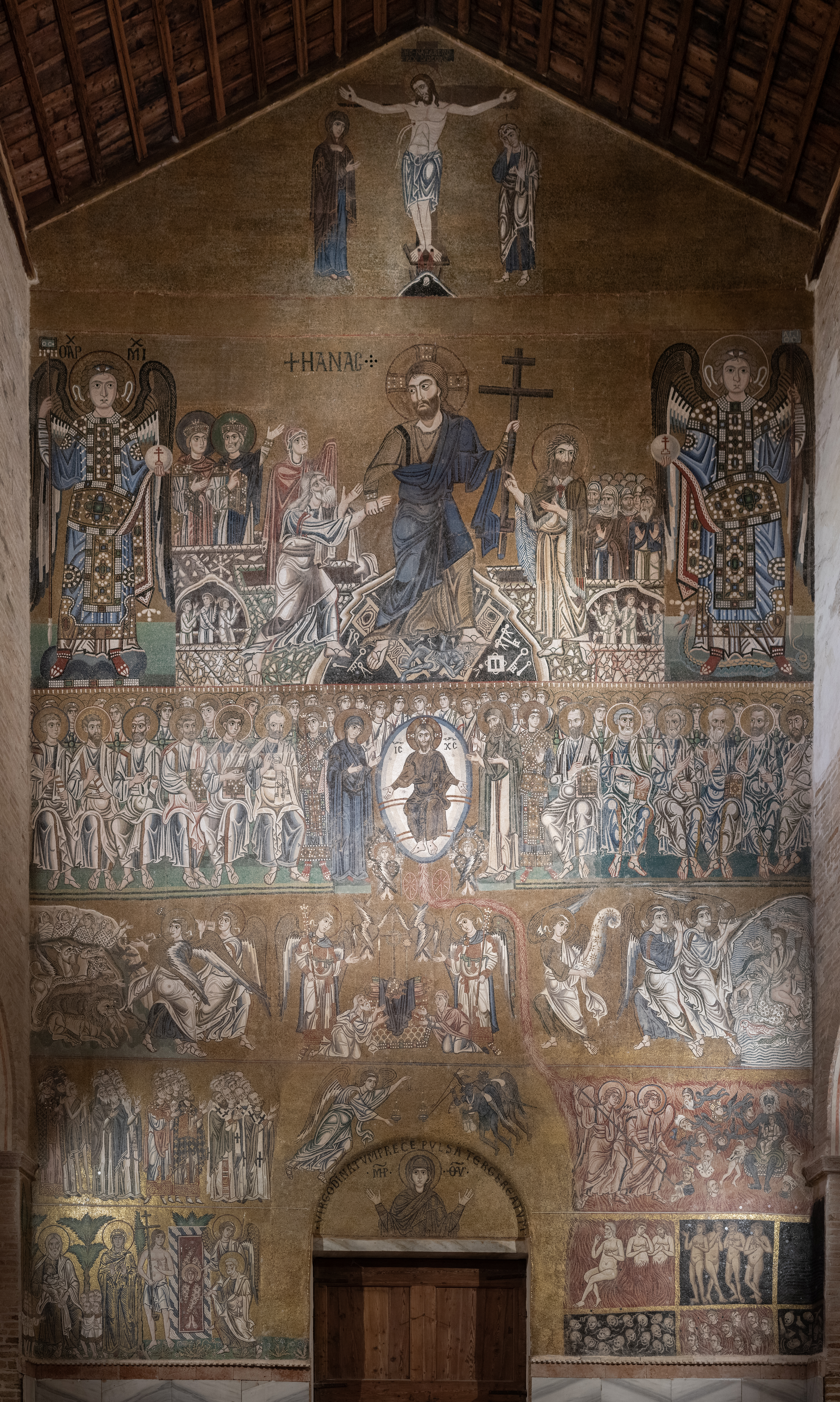
Mosaik des Jüngsten Gerichts an der Wand der Innenfassade: Verdammte

Die zentrale Apsis zeigt auf Goldgrund Maria Hodegetria und darunter die Apostel auf einer Blumenwiese in der lateinischen Reihe (d. h. mit Jakobus (Bruder Jesu) und Taddäus anstelle von Markus und Lukas). Die Jungfrau, schlank in einem Maphorion von tiefem, dunklem Blau, mit einer starken linearen Kraft, die sie in die Nähe venezianischer Mosaikarbeiten wie der Himmelfahrtskuppel des Markusdoms rückt, ist das Werk eines byzantinischen Meisters aus der zweiten Hälfte des 12. Jahrhunderts.

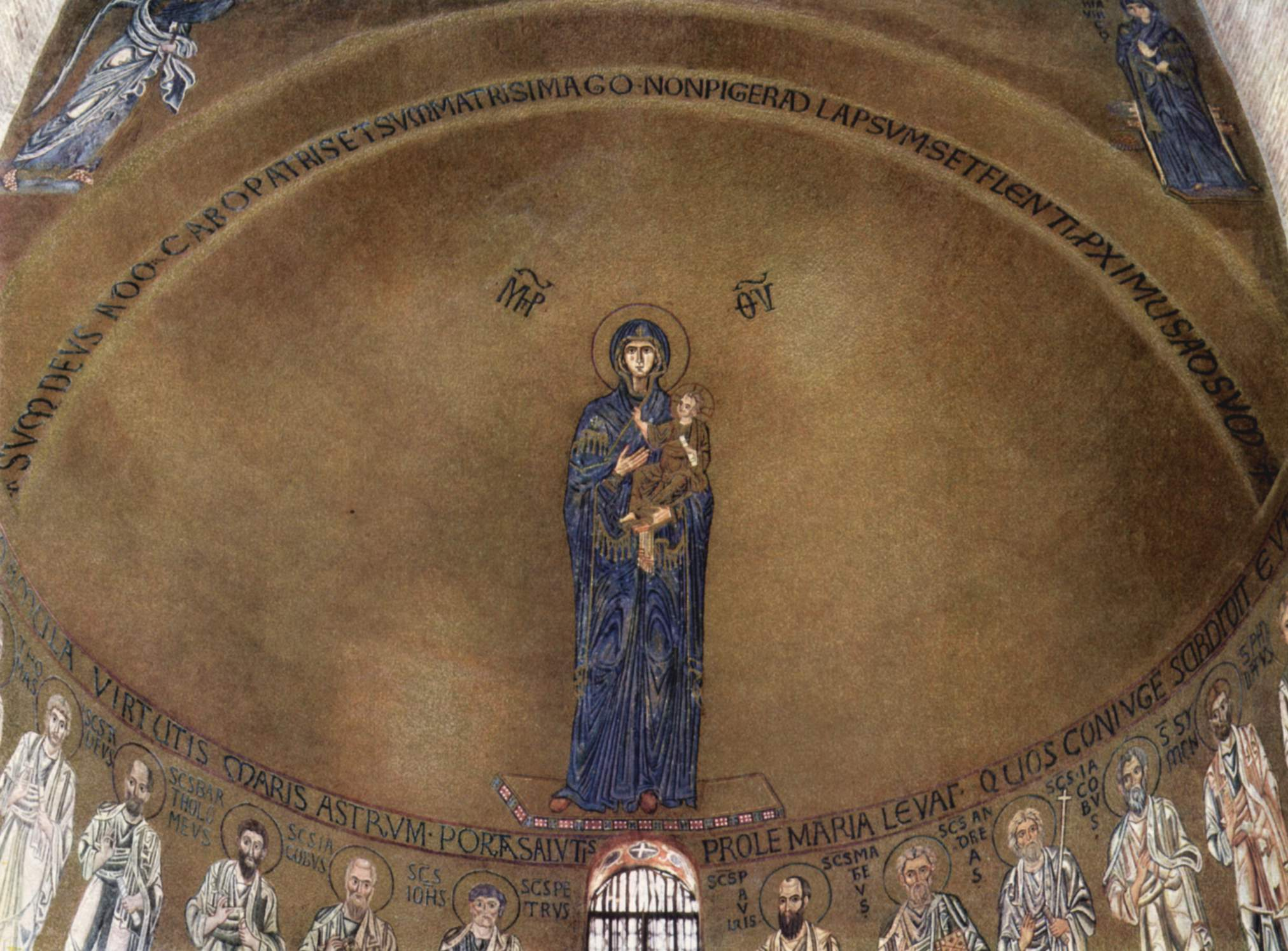
Santa Maria Assunta, Madonna Hodegetria in der Hauptapsis (13. Jahrhundert)

Die Mosaike des Klosters Hosios Lukas in Fokida weisen eine gewisse Ausdrucksfestigkeit auf, während die Faltenwürfe mit ihren Holzfalten und Zickzacklinien an die Mosaike des Patriarchenpalastes in Konstantinopel erinnern. Aus diesen Gründen können sie auf das späte 11. Jahrhundert datiert werden. Jh. datiert werden. Die Verkündigung auf dem Triumphbogen mit dynamischen Linien, die typisch für den reifen komnenischen Stil sind und den Figuren auf der Himmelfahrtskuppel in der Markuskirche in Venedig sehr nahe kommen, und die fehlende Himmelfahrt mit Christus im Clipeus, der von Engeln in den Himmel getragen wird, auf dem Tympanon, von dem Fragmente mit den Gesichtern der beiden Engel und Christus erhalten sind. Die im 12. Jahrhundert angefertigten Teile ersetzten ähnliche, inzwischen zerstörte Motive aus dem 11. Jahrhundert.

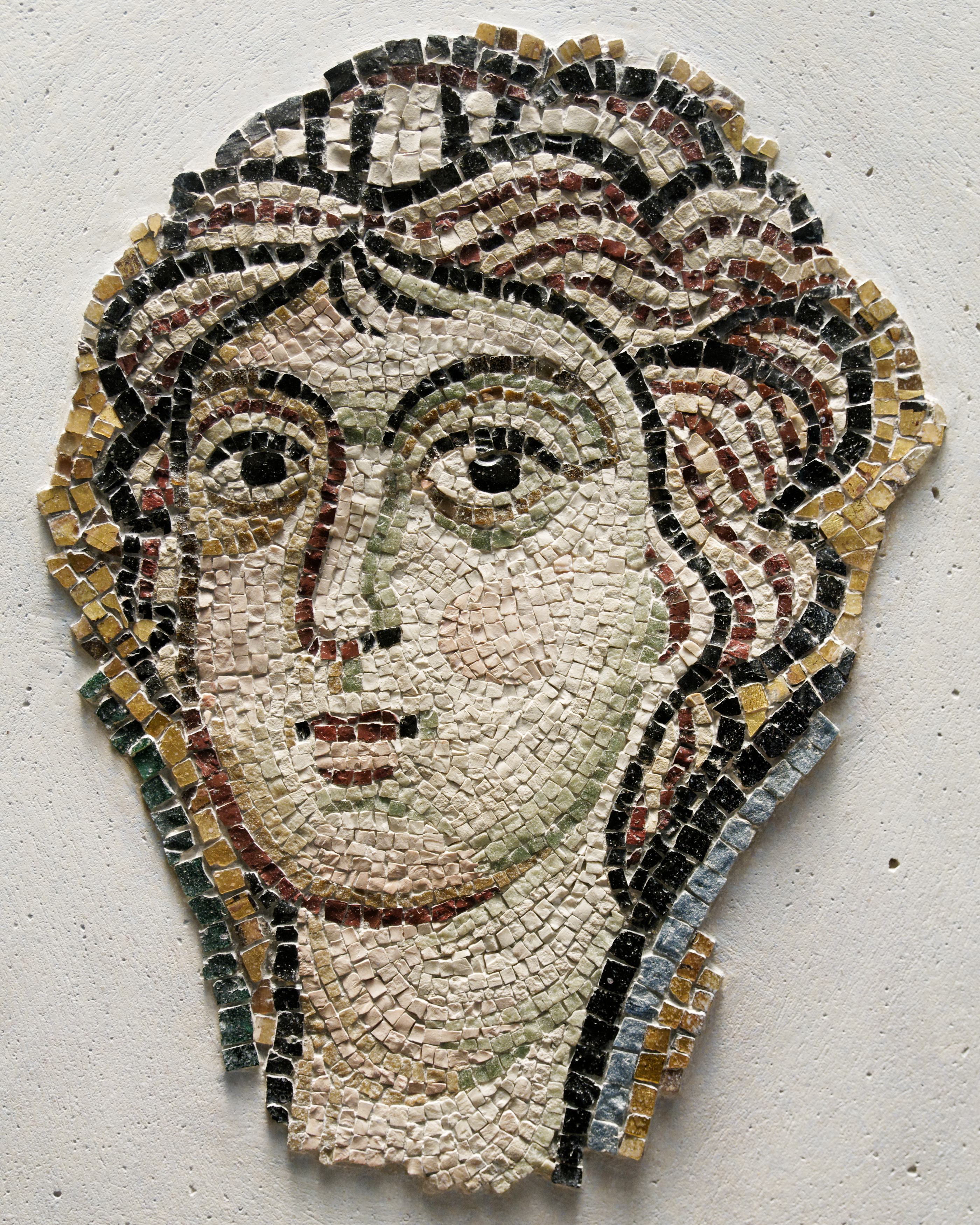
Detail eines Mosaiks aus der Kirche, das heute im Louvre ausgestellt ist (11. Jahrhundert)

In der rechten Apsis thront Christus Pantokrator neben zwei Engeln und überragt die Figuren von vier Kirchenlehrern (Ambrosius, Augustinus, Martin von Tours und Gregor der Wundertäter). Der Christus, der dem Stil der Mosaiken der Kirche der Panagia Chalkeon in Thessaloniki sehr nahe kommt, zeigt ein Motiv, das aus Ravenna stammt: Das Agnus Dei in einem Clipeus, von dem entlang der Diagonalen vier phytomorphe Girlanden ausgehen, die in den entstehenden Zwischenräumen von vier Engeln getragen werden, von denen zwei an den längeren Seiten (der Gewölbeabschnitt ist rechteckig) auf die Büste gestutzt sind. Das Motiv hat lange Zeit zu der Annahme geführt, dass das Mosaik aus der frühesten Bauphase der Kirche, dem 9. Jahrhundert, stammen könnte: Es handelt sich jedoch um eine der nicht seltenen frühchristlichen thematischen und geschmacklichen Wiederbelebungen, die für die Komnenenzeit typisch sind.
Die Gegenfassade weist eines der eindrucksvollsten Mosaike des Veneto auf. Die Wand ist in sechs Register unterteilt, die verschiedenen Themen entsprechen, von denen die letzten vier dem Jüngsten Gericht betreffen.
1. Oben, im Tympanon, die Kreuzigung, einfach mit nur der Anwesenheit von Maria (Mutter Jesu) und Johannes der Evangelist.
2. Anastasis, mit einem imposanten auferstandenen Christus, der den Teufel und die Tore der Unterwelt zertritt; an seiner Seite windet sich die Prozession der aus dem Limbus Geretteten, allen voran die Stammväter Adam und Eva, dann David und Salomo, dann der Rest der Prozession, zu beiden Seiten begleitet von zwei imposanten Engeln, die fast gänzlich aus moderner Restaurierung stammen.
3. Die Deesis und das Jüngste Gericht mit Christus, dem Richter, in der Mandorla des Lichts (getragen von den Rädern des Feuerwagens, von dem der apokalyptische Feuerfluss ausgeht, der sich bis zum unteren Ende der Wand schlängelt, wo zwei Engel auf die Hölle zusteuern), flankiert von Johannes der Täufer und der Jungfrau, und der Versammlung der zwölf Apostel und hinter den Engeln.
4. Hetoimasia oder Anbetung des leeren Throns, mit kräftigen Engeln zu beiden Seiten, die die Hörner der Auferstehung blasen: zu ihren Seiten erheben sich die Toten aus der Erde und dem Meer, dargestellt mit der Meeresgöttin Thetis in der Mitte; die Toten steigen nicht nur aus ihren Gräbern auf und stellen sich wieder her, sondern werden auch von Land- und Meerestieren erbrochen.
5. In der Psychostasie steht in der Mitte ein Richterengel mit Waage, der mit zwei Dämonen kämpft, die mit Haken bewaffnet sind, um eine Seele zu beurteilen (zu wiegen). Links befindet sich das Paradies mit einer Schar von Auserwählten und rechts die Hölle mit den Verdammten, darunter mehrere Barbaren sowie Prälaten und Kaiser, die im Höllenfeuer brennen, von kleinen blau geflügelten Dämonen gequält und von den beiden Engeln in Gegenwart des Satans auf einem Thron geschubst werden.
6. Das zweite Band des Paradieses und der Hölle: links das von Engeln bewachte Tor zum Garten Eden mit Madonna und einigen Heiligen und Patriarchen in weißen Gewändern in einem Blumengarten; rechts Tafeln mit Szenen höllischer Qualen der Verdammten, die nackt in Feuer und Finsternis leiden, Schädel mit Schlangen und Mozzarella.

An beiden Enden ist der Patriarch Abraham zu sehen, der einen Seligen (möglicherweise Lazarus) hält, umgeben von geretteten Seelen, während ganz rechts in der Hölle Satan Judas Iskariot hält, umgeben von Verdammten.
Eine Lünette über dem Hauptportal der Kirche beherbergt auf der gleichen Höhe wie die Szenen aus dem Paradies und der Hölle die Protome einer Madonna mit ausgestreckten Armen im Gebet.
Die Dekoration ist größtenteils das Werk venezianischer Handwerker aus dem späten 11. oder spätestens dem frühen 12. Einige Teile wurden Ende des 12. Jahrhunderts von byzantinischen und venezianischen Mosaizisten neu zusammengesetzt, darunter ein Teil der apostolischen Versammlung, der Engel der Psychostasis und die Jungfrau innerhalb der Lünette (letztere mit deutlich westlicheren Schriftzeichen).
Leider wurden viele Teile des Mosaiks im 19. Jahrhundert willkürlich restauriert, wodurch ihre Qualität irreparabel beeinträchtigt wurde.
Die Mosaikdekoration des Domkomplexes von Torcello ist daher für eine erste Phase Ende des 11. Jahrhunderts dem Werk byzantinischer (Pantokrator rechte Apsis) und italienischer (Apostel in der Mittelapsis, Kirchenlehrer und das rechte Apsisgewölbe) zuzuordnen (Gegenfassade), die jedoch, was die zentrale Apsis betrifft, von einigen Figuren überlagert wurden, vielleicht von Aposteln oder Bischöfen aus Altino-Turin, die in der ersten Hälfte des 11. Jahrhunderts in Fresko gemalt wurden und von denen einige Fragmente im unteren Teil der Apsis erhalten sind. Nach dem Bau des Synthronons und einigen Renovierungen wurde die Apsis daher im letzten Viertel des 11. Jahrhunderts. Später, vielleicht nach dem heftigen Erdbeben von Verona 1117, das Teile der Kirche zum Einsturz brachte, wurden einige Mosaike beschädigt und in der zweiten Hälfte des 12. Jahrhunderts restauriert (Hodegetria in der zentralen Apsis, Verkündigung im Triumphbogen, Himmelfahrt im Tympanon und einige Teile der Gegenfassade), dank byzantinischer Handwerker, die nun eine ausgereifte Bildsprache des komnenischen Zeitalters sprechen.